# Palaeochrysophanus denigrata
Palaeochrysophanus denigrata är en fjärilsart som beskrevs av Barend J. Lempke 1954. Palaeochrysophanus denigrata ingår i släktet Palaeochrysophanus och familjen juvelvingar. Inga underarter finns listade i Catalogue of Life.